# مبدل (رياضيات)
المُبَدِّل في الرياضيات يعطي مؤشرا على مدى فشل عملية ثنائية معينة بأن تكون تبادلية. هناك تعاريف مختلفة تستخدم في إطار نظرية الزمر ونظرية الحلقات.

## نظرية الزمر
العاكس من عنصرين g و h من زمرة G، هو العنصر:
[g, h] = g−1h−1gh.
وهو يساوي مطابقة الزمرة إذا وفقط إذا g و h يتبادلان (أي إذا وفقط إذا hg=gh). ويطلق على الزمرة الجزئية من الزمرة التي تولدها كل عمليات التبادل زمرة مشتقة أو زمرة المبدلات الجزئية من G. يجب الملاحظة أنه لا بد من النظر في الزمرة الجزئية الناتجة عن مجموعة من المبدلات لأنه بشكل عام لا تكون مجموعة المبدلات مغلقة في إطار عملية الزمرة. تستخدم المبدلات لتحديد طبيعة الزمرة ما إذا كانت زمرة عديمة القوى nilpotent أو زمرة قابلة للحلحلة.
يستخدم تعريف المبدل أعلاه من قبل بعض منظري الزمرة وكذلك خلال هذه المقالة. ومع ذلك، فإن العديد من منظرين الزمرة الآخرين يحددون المبدل كما في المعادلة :
[g, h] = ghg−1h−1.

### المطابقات (نظرية الزمرة)
مطابقات المبدل هي أداة هامة في نظرية الزمرة. التعبير ax يعني أن مترافقة a على x, تعرف كx−1a x.
1. {\displaystyle x^{y}=x[x,y].\,}
2. {\displaystyle [y,x]=[x,y]^{-1}.\,}
3. {\displaystyle [x,zy]=[x,y]\cdot [x,z]^{y}} and {\displaystyle [xz,y]=[x,y]^{z}\cdot [z,y].}
4. {\displaystyle [x,y^{-1}]=[y,x]^{y^{-1}}} and {\displaystyle [x^{-1},y]=[y,x]^{x^{-1}}.}
5. {\displaystyle [[x,y^{-1}],z]^{y}\cdot [[y,z^{-1}],x]^{z}\cdot [[z,x^{-1}],y]^{x}=1} and {\displaystyle [[x,y],z^{x}]\cdot [[z,x],y^{z}]\cdot [[y,z],x^{y}]=1.}

## وصلات خارجية
- Hazewinkel, Michiel, ed. (2001), "Commutator", Encyclopedia of Mathematics  [لغات أخرى]‏ (بالإنجليزية), Springer, ISBN:978-1-55608-010-4